# Hürriyet Daily News
Le Hürriyet Daily News, anciennement Hürriyet Daily News and Economic Review et Turkish Daily News, est le plus ancien quotidien anglophone actuel de Turquie, fondé en 1961. Le journal a été créé pour transmettre l'agenda turc au public étranger et pour promouvoir la Turquie.
Le journal a été racheté par le Doğan Media Group en 2001 et fait partie du fleuron du groupe de médias Hürriyet depuis 2006 ; les deux journaux ont été vendus à Demirören Holding en 2018.

## Idéologie
Hürriyet Daily News adopte généralement une position laïque et libérale ou de centre-gauche sur la plupart des questions politiques, contrairement à l'autre grand quotidien turc de langue anglaise, le Daily Sabah, qui est étroitement aligné sur le Parti de la justice et du développement de Recep Tayyip Erdoğan. Un autre concurrent conservateur, Today's Zaman, dirigé par le mouvement Gülen, a été fermé par le gouvernement à la suite de la tentative de coup d'État turc de 2016.
En mai 2018, les nouveaux propriétaires, alignés sur Erdoğan, ont nommé un nouveau rédacteur en chef et éditeur et ont déclaré qu'ils avaient l'intention de diriger le journal comme une voix indépendante et non partisane, en contraste implicite avec son orientation laïque précédente et le Daily Sabah.

## Éditeur
L'actuel rédacteur en chef est Gökçe Aytulu, qui a remplacé Murat Yetkin en octobre 2018.

## Chroniqueurs
Le journal contient des informations nationales, régionales et internationales, des reportages économiques et culturels, ainsi que des articles d'opinion rédigés par d'éminents journalistes et penseurs turcs tels que Mehmet Ali Birand, Soner Çağaptay, Nuray Mert, Mustafa Akyol, İlhan Tanir, Burak Bekdil, Sedat Ergin, Semih İdiz et l'ancien rédacteur en chef David Judson,.